# Michael Svarer
Michael Svarer (født 2. oktober 1971) er en dansk professor i nationaløkonomi ved Aarhus Universitet. Fra 2012 var han økonomisk vismand og fra 2016 overvismand frem til februar 2020.
Svarer gik på Århus Katedralskole.
Svarer blev cand.oecon. fra Aarhus Universitet i 1997 og var efterfølgende fellow ved University of Essex. I 2000 blev han ph.d. i nationaløkonomi fra Aarhus Universitet, og efter flere år som lektor samme sted blev han i 2008 professor.
Hans primære forskningsområde er arbejdsmarkedet. Han har blandt andet analyseret effekterne af sanktioner på lediges overgang til beskæftigelse og den førte såkaldte aktive arbejdsmarkedspolitik, nærmere bestemt den motivationseffekt, der er forbundet med, at udsigten til aktivering får ledige til at søge ekstra ihærdigt efter job. 
Svarer har ved siden af sin forskning fungeret som konsulent for blandt andet Rockwool Fondens Forskningsenhed, Arbejdsmarkedsstyrelsen, Rambøll og det canadiske arbejdsministerium, ligesom han var medlem af Arbejdsmarkedskommissionen i 2007-09. Han var desuden formand for den ekspertgruppe, der blev nedsat af S-regeringen i 2021 for at fremlægge et bud på en CO2-afgift på landbruget.
Han blev udnævnt som ridder af Dannebrog i 2023.